# Katlego Mphela
Katlego Abel Mphela est un footballeur sud-africain, né le 29 novembre 1984 à Brits en Afrique du Sud.

## Biographie
Après être passé en France au RC Strasbourg puis au Stade de Reims, il est retourné dans son pays natal au Supersport United puis à Mamelodi Sundowns.
International sud-africain (24 sélections), il a participé à la CAN 2008 avec son équipe nationale et marque contre la Tunisie (1-3).
Il participe également a la coupe des confédérations 2009 dans son pays natal, et échouera en demi-finale contre le Brésil (1-0). Lors du match pour la troisième place, il inscrit un but face à l'Espagne (1-0) et égalise dans les arrêts de jeu (2-2) à la 93e minute sur un coup franc en pleine lucarne.

## Buts internationaux
|     | Date              | Lieu                                                         | Adversaire | Résultat | Compétition                    |
| --- | ----------------- | ------------------------------------------------------------ | ---------- | -------- | ------------------------------ |
| 1.  | 26 février 2005   | Stade George V, Curepipe, Maurice                            | Seychelles | 3-0      | Coupe COSAFA 2005              |
| 2.  | 26 février 2005   | Stade George V, Curepipe, Maurice                            | Seychelles | 3-0      | Coupe COSAFA 2005              |
| 3.  | 27 février 2005   | Stade George V, Curepipe, Maurice                            | Maurice    | 1-0      | Coupe COSAFA 2005              |
| 4.  | 27 janvier 2008   | Tamale Stadium, Tamale, Ghana                                | Tunisie    | 1-3      | CAN 2008                       |
| 5.  | 28 juin 2009      | Royal Bafokeng Stadium, Rustenburg, Afrique du Sud           | Espagne    | 2-3      | Coupe des confédérations 2009  |
| 6.  | 28 juin 2009      | Royal Bafokeng Stadium, Rustenburg, Afrique du Sud           | Espagne    | 2-3      | Coupe des confédérations 2009  |
| 7.  | 12 août 2009      | Atteridgeville Super Stadium, Atteridgeville, Afrique du Sud | Serbie     | 1-3      | Match amical                   |
| 8.  | 19 septembre 2009 | ABSA Park, Kimberley, Afrique du Sud                         | Madagascar | 1-0      | Match amical                   |
| 9.  | 3 mars 2010       | Moses Mabhida Stadium, Durban, Afrique du Sud                | Namibie    | 1-1      | Match Amical                   |
| 10. | 16 mai 2010       | Mbombela Stadium, Nelspruit, Afrique du Sud                  | Thaïlande  | 4-0      | Match Amical                   |
| 11. | 16 mai 2010       | Mbombela Stadium, Nelspruit, Afrique du Sud                  | Thaïlande  | 4-0      | Match Amical                   |
| 12. | 27 mai 2010       | Soccer City, Johannesburg, Afrique du Sud                    | Colombie   | 2-1      | Match amical                   |
| 13. | 31 mai 2010       | Peter Mokaba Stadium, Polokwane, Afrique du Sud              | Guatemala  | 5-0      | Match amical                   |
| 14. | 31 mai 2010       | Peter Mokaba Stadium, Polokwane, Afrique du Sud              | Guatemala  | 5-0      | Match amical                   |
| 15. | 5 juin 2010       | Atteridgeville Super Stadium, Atteridgeville, Afrique du Sud | Danemark   | 1-0      | Match amical                   |
| 16. | 22 juin 2010      | Free State Stadium, Bloemfontein, Afrique du Sud             | France     | 2-1      | Coupe du monde 2010 (Groupe A) |

## Carrière
| Saison      | Club              | Pays             | Championnat         | Coupes nationales | Coupes d’Afrique/Europe | Sélection Afrique du Sud |
| ----------- | ----------------- | ---------------- | ------------------- | ----------------- | ----------------------- | ------------------------ |
| 2003 - 2004 | Jomo Cosmos       | ABSA Premiership | 2 matchs            | -                 | -                       | -                        |
| 2003 - 2004 | RC Strasbourg     | Ligue 1          | 2 matchs            | -                 | -                       | -                        |
| 2004 - 2005 | RC Strasbourg     | Ligue 1          | 12 matchs           | -                 | -                       | 4 matchs / 3 buts        |
| 2005 - 2006 | Reims             | Ligue 2          | 5 matchs            | -                 | -                       | 1 match                  |
| 2005 - 2006 | Supersport        | ABSA Premiership | 30 matchs / 10 buts | -                 | -                       | 3 matchs                 |
| 2006 - 2007 | Supersport        | ABSA Premiership | 13 matchs / 6 buts  | -                 | -                       | 1 match                  |
| 2007 - 2008 | Supersport        | ABSA Premiership | 19 matchs / 1 but   | -                 | -                       | 2 matchs / 1 but         |
| 2008 - 2009 | Mamelodi Sundowns | ABSA Premiership | 18 matchs / 3 buts  | -                 | -                       | 4 matchs / 2 buts        |
| 2009 - 2010 | Mamelodi Sundowns | ABSA Premiership | 30 matchs / 17 buts | -                 | -                       | 18 matchs / 9 buts       |

Dernière mise à jour le 6 juin 2010

## Palmarès
- Champion d'Afrique du Sud : 2015

## Distinctions personnelles
- Meilleur buteur du Champion d'Afrique du Sud en 2010 (17 buts)